# 千早号
千早号(ちはやごう)は、日本海軍の運送船。
艦名は千早城による。
和歌の枕詞に「ちはやぶる」があり、その語源は「いちはやふる」(勢いが強く勇猛なこと)で、この語源も艦名の由来と思われる。
日本海軍の艦名(千早)としては初代。

## 艦型
3檣バーク型
の木造帆船。
要目表の値は主に『記録材料・海軍省報告書第一』に記載の明治8年艦船総数表による。
その他の文献にある要目は以下の通り。
- 『日本海軍艦船名考』:排水量443英トン[2]
- 『近世帝国海軍史要』:排水量443英トン[13]
- 『日本近世造船史 明治時代』:長さ149 ft (45.42 m)、幅28 ft (8.53 m)[12]

## 艦歴
元はスコットランド・マラワで1875年(明治8年)2月に進水した木造のイギリス帆船FORMOSA
(ホルモサ号)。
FORMOSAは台湾の意味になる。
同年12月20日に同船を日本海軍が購入し千早(千早号)と改名した
。
購入費用は船代が洋銀37,166ドル94セント、回航費雑費が同19,701ドル57セントで合計56,868ドル51セントだった。
同日船位は六等、運送船と定められ、東部指揮官所轄となった。
1876年(明治9年)1月13日、番号は26と定められた。
千早号は同年5月6日午前7時に品海を出港し、13日に豊前田ノ浦(現北九州市門司区田野浦)へ到着した。
同地で石炭を搭載して28日午前10時出港、6月6日午前10時に七尾に到着した。
ここで石炭を降ろし、旧七尾造船所の機械類を積み込んで7月24日午前5時出港、同月29日函館に到着した。
函館では荷物の保管場所が決まっておらず、機械類の陸揚げは8月20日に開始、10月1日終了した。
千早号は10月9日函館を出港、11日に犬吠埼沖で暴風雨に襲われ帆の一部が破られるなどの被害があったが、船内に被害は無かった。
船は網代沖まで流されたが、10月13日午後3時10分に無事横浜港に着港した。
次いで千早号は乾行の機械類を積み込んで同年11月21日午前10時に品海を出港、12月2日午前8時に鹿児島に着船した。
同地で機械類を鹿児島造船所に陸揚げし、翌1877年(明治10年)1月7日午前8時45分に同地を出港した。
羽田灯台沖で凪となって到着が遅れたが、1月14日午前8時に品海へ帰着した。
品海で兵器局の弾丸などを陸揚げし、1月28日品海発、
横須賀港に翌29日到着した。
同日に横須賀造船所の小船渠に入渠し修理を行った。
2月2日に出渠、
千早号は前年5月から各地への航海が続いていたため、乗員には2月6日から1週間の休暇が与えられた。
その後修理取り止めの命令があり、2月16日午前11時に横須賀を出港、2月17日午前6時30分に横浜港へ着港した。
これに先立つ同年1月頃、海軍省は工部省所轄のテーボル号の譲渡を要望し、その代船は千早号、肇敏丸、快風丸、石川丸の何れかと提示していた。
3月5日に千早号を工部省員が検分し、
4月5日に工部省は千早号が需要に合うと返答、
4月21日に工部省へ引き渡すよう布達が出され、
4月24日に千早号は工部省へ交付された。
その後1887年(明治20年)まで三池鉱山局で使用された。
1887年(明治20年)12月31日時点では覇城会社所有の記録が残る。

## 船長
ホルモサ号
- (船長心得)石田鼎三 生徒:1875年10月29日[28] -

千早号(日本海軍時)
- (船長心得)石田鼎三 大尉: - 1875年12月22日[5]
- 和田義政 中尉:1875年12月28日[5] -